# Acquarone (famiglia)
Gli Acquarone (poi d'Acquarone dal 1942) sono una famiglia nobile genovese.

## Storia
Le origini della famiglia risalgono al XII secolo ad Oneglia, in Liguria, dove la famiglia è nota col nome di De Corone e poi, in un atto del 1145, Accorroni. Non a caso nei pressi della città ancora oggi si trova il Monte Acquarone che deve il proprio nome proprio alla casata che fu proprietaria di quelle terre.
Nel XVI secolo emerse la figura di Giovanni, che ebbe per figlio Giovanni Battista (viv. 1595), al quale succedettero in linea Bernardo, Tommaso, Bernardo, Paolo Filippo, Giuseppe, Tommaso, Paolo Filippo e Tommaso. Quest'ultimo, all'inizio del XIX secolo, ebbe due figli, Paolo e Giacomo Filippo. Quest'ultimo, con lettera patente del 16 settembre 1837, ottenne il titolo di conte da re Carlo Alberto di Savoia che ne riconobbe l'antichità di stirpe presso il borgo genovese di Porto Maurizio.
La villa di famiglia in Genova era Villa Acquarone, oggi Villa Madre Cabrini, situata nel quartiere di Castelletto in posizione panoramica sulla città' e sul golfo. Nell'Ottocento, Pietro Acquarone, II conte d'Acquarone, fu uno dei promotori della rivoluzione urbanistica intorno alla villa, iniziata in Circonvallazione a Monte su progetto di Carlo Barabino.
Nel Novecento la famiglia acquisì una notevole importanza con la figura del Senatore del Regno Pietro d'Acquarone, IV conte e I duca d'Acquarone, il quale divenne Ministro della Real Casa del Regno d'Italia ed rivesti un ruolo primario nella caduta del regime fascista nel 1943. Il d'Acquarone fu uno dei confidenti di maggior rilievo di Vittorio Emanuele III e gli consigliò di spostare il governo nel sud dell'Italia nei giorni della liberazione. Questi ottenne il titolo di duca sul predicato del cognome il 26 settembre 1942 per regio decreto dello stesso Vittorio Emanuele III. 
Il nipote in linea diretta di Pietro d'Acquarone, il terzo duca, è il giornalista italiano Filippo d'Acquarone.

## Conti d'Acquarone (1837)
- Giacomo Filippo Acquarone, I conte d'Acquarone
  - Pietro Acquarone, II conte d'Acquarone
    - Luigi Filippo Acquarone, III conte d'Acquarone (Genova, 1862)
      - Senatore Pietro d'Acquarone, IV conte d'Acquarone (Genova, 9 aprile 1890-Sanremo 13 aprile 1948). Elevato al titolo di duca.

## Duchi d'Acquarone (1942)
- Senatore Pietro d'Acquarone, IV conte e I duca d'Acquarone (Genova, 9 aprile 1890-Sanremo 13 aprile 1948), Ministro della Real Casa.
  - Umberta d'Acquarone (Roma, 1920 - ?)
  - Luigi Filippo d'Acquarone, II duca d'Acquarone (Verona, 1922 - ?)
    - Pierfilippo d'Acquarone, III duca d'Acquarone (n. New York, 1957), giornalista.
      - Viola Veronica d'Acquarone (n. 1991), cantante, in arte Veyl.[5]

  - Cesare d'Acquarone (Verona, 1925 - Acapulco 1968)
  - Maria Maddalena (Verona, 1929 - ?)